# Ulota viridis
Ulota viridis là một loài Rêu trong họ Orthotrichaceae. Loài này được Venturi miêu tả khoa học đầu tiên năm 1893.